# Pellenes obliquostriatus
Pellenes obliquostriatus är en spindelart som beskrevs av Lodovico di Caporiacco 1940. Pellenes obliquostriatus ingår i släktet Pellenes och familjen hoppspindlar. Inga underarter finns listade i Catalogue of Life.